# Franse parlementsverkiezingen 1946 (november)
Op 10 november 1946 werden er parlementsverkiezingen in Frankrijk gehouden. Zij werden gewonnen door de Parti Communiste Français (Communistische Partij van Frankrijk).

## Uitslag
| Partij                                                                                          | %     | Zetels |
| ----------------------------------------------------------------------------------------------- | ----- | ------ |
| Communistische Partij van Frankrijk (Parti Communiste Français)                                 | 28,2% | 183    |
| Republikeinse Volksbeweging (Mouvement Républicain Populaire)                                   | 25,9% | 167    |
| Franse Sectie van de Arbeiders Internationale (Section Française de l'Internationale Ouvrière)  | 17,8% | 105    |
| Nationaal Centrum van Onafhankelijken en Boeren (Centre National des Indépendants et Paysans)   | 12,9% | 7      |
| Republikeinse Radicalen en Radicaal-Socialisten (Républicains Radicaux et Radicaux-Socialistes) | 11,1% | 70     |
| Franse Volksgroepering (Rassemblement du Peuple Français)                                       | 3,0%  | 0      |
| Overigen                                                                                        | 0,8%  | 20     |